# العلاقات البولندية المارشالية
العلاقات البولندية المارشالية هي العلاقات الثنائية التي تجمع بين بولندا وجزر مارشال.

## مقارنة بين البلدين
هذه مقارنة عامة ومرجعية للدولتين:
| وجه المقارنة                                              | بولندا                                                                             | جزر مارشال                     |
| --------------------------------------------------------- | ---------------------------------------------------------------------------------- | ------------------------------ |
| المساحة (كم2)                                             | 312.68 ألف                                                                         | 181                            |
| عدد السكان (نسمة)                                         | 38.43 مليون                                                                        | 53.13 ألف                      |
| الكثافة السكانية (ن./كم²)                                 | 122.91                                                                             | 29.35 ألف                      |
| العاصمة                                                   | وارسو                                                                              | ماجورو                         |
| اللغة الرسمية                                             | اللغة البولندية                                                                    | لغة إنجليزية، اللغة المارشالية |
| العملة                                                    | زلوتي بولندي                                                                       | دولار أمريكي                   |
| الناتج المحلي الإجمالي (بليون دولار)                      | 524.51 مليار                                                                       | 199.40 مليون                   |
| الناتج المحلي الإجمالي (تعادل القوة الشرائية) بليون دولار | 1.02 تريليون                                                                       | 207.25 مليون                   |
| الناتج المحلي الإجمالي الاسمي للفرد دولار أمريكي          | 12.55 ألف                                                                          | 3.38 ألف                       |
| الناتج المحلي الإجمالي للفرد دولار أمريكي                 | 26.14 ألف                                                                          | 3.80 ألف                       |
| مؤشر التنمية البشرية                                      | 0.843                                                                              |                                |
| رمز المكالمات الدولي                                      | +48                                                                                | +692                           |
| رمز الإنترنت                                              | .pl                                                                                | .mh                            |
| المنطقة الزمنية                                           | توقيت وسط أوروبا، ت ع م+01:00، ت ع م+02:00، أوروبا/وارسو ‏، توقيت وسط أوروبا الصيفي | ت ع م+12:00                    |

## منظمات دولية مشتركة
يشترك البلدان في عضوية مجموعة من المنظمات الدولية، منها:
| علم المنظمة | اسم المنظمة                   | تاريخ انضمام بولندا | تاريخ انضمام جزر مارشال |
| ----------- | ----------------------------- | ------------------- | ----------------------- |
|             | البنك الدولي للإنشاء والتعمير | 27 يونيو 1986       | 21 مايو 1992            |
|             | يونسكو                        | 6 نوفمبر 1946       | 30 يونيو 1995           |
|             | الاتحاد الدولي للاتصالات      | 1921                | 22 فبراير 1996          |
|             | مؤسسة التمويل الدولية         | 29 ديسمبر 1987      | 23 سبتمبر 1992          |
|             | منظمة الشرطة الجنائية الدولية | ?                   | ?                       |
|             | الأمم المتحدة                 | 24 أكتوبر 1945      | 17 سبتمبر 1991          |
|             | مؤسسة التنمية الدولية         | 28 أكتوبر 1960      | 19 يناير 1993           |
|             | منظمة حظر الأسلحة الكيميائية  | ?                   | ?                       |

## وصلات خارجية
- موقع وزارة الخارجية البولندية